# Coccobius debachi
Coccobius debachi is een vliesvleugelig insect uit de familie Aphelinidae. De wetenschappelijke naam is voor het eerst geldig gepubliceerd in 1961 door Compere & Annecke.